# Patrick Lennon (Schriftsteller)
Patrick Lennon (* 1964) ist ein britischer Schriftsteller und Unternehmer.

## Leben
Lennon lebte mit seinen Eltern für einige Jahre u,a. in Thailand. Er kam nach Großbritannien zurück und absolvierte sein Studium  an der University of York. Nach erfolgreichem Abschluss arbeitete er einige Jahre für internationale Unternehmen in Frankreich, Italien und Mexiko.
Nach ersten literarischen Versuchen an der Universität und langen Pausen konnte Lennon 2007 mit seinem Erstling Corn Dolls sehr erfolgreich debütieren.
Lennon lebt derzeit (2013) zusammen mit seiner Familie in Berkshire.

## Werke
Tom-Fletcher-Trilogie
- Corn dolls, Hodder, London 2007, ISBN 978-0-340-89838-3.
  - Tod einer Strohpuppe. Übersetzt von Barbara Ostrop. Dtv, München 2010, ISBN 978-3-423-21231-1.
- Steel witches. Hodder & Stoughton, London 2008, ISBN 978-0-340-89839-0.
  - Stahlhexen. Übersetzt von Barbara Ostrop. Dtv, München 2009, ISBN 978-3-423-21163-5.
- Cut out. Hodder & Stoughton, London 2009, ISBN 0-340-96264-X.

Andere Werke
- Fixer. Hodder, London 2010, ISBN 978-0-340-96269-5.